# Drakón (athéni politikus)
Drakón (Kr. e. 7. század) Kr. e. 621-ben athéni politikus, az első írásos görög törvények megalkotója. Nevének magyar jelentése „sárkány”.

## Élete
A démosz egyre erősödő sérelmeit és követeléseit hallván, a belső ellentéteket tompítván, Kr. e. 621-ben megtette az első kísérletet az alkotmányosításra.
Bár az adósrabszolgaságot nem törölte el és földosztást sem rendelt el, a politizálásra jogosultak körét – Arisztotelész 300 évvel későbbi írása (Athéni állam) szerint – megnövelte: ezentúl nem a születésen múlt a politikai szerepvállalás lehetősége, hanem az illető vagyonán. Eme rendelkezésével továbbra is meghagyta az arisztokrácia fölényét a politikában.

## Törvényei
Az első írásos törvényeket is ő fektette le, ám a nevéhez fűződő legendák szerint majdnem minden bűnért halálbüntetést szabott ki; innen ered a mai „drákói szigor” kifejezés. Bár ez a túlzott szigor valószínűleg csak a korai törvényhozók munkásságához gyakran fűződő toposz, mind a mai napig tovább él a köztudatban. Törvényei ugyan még mindig rendkívül erélyesen védték az arisztokraták érdekeit, a törvénykezésben szerepet nem kapó démosznak azonban fontos előrelépés volt a törvényesség kialakítása. Drakón a nyilvános tárgyalások híve volt, hogy mindenki tanúja lehessen az igazságszolgáltatásnak.